# کنیاک

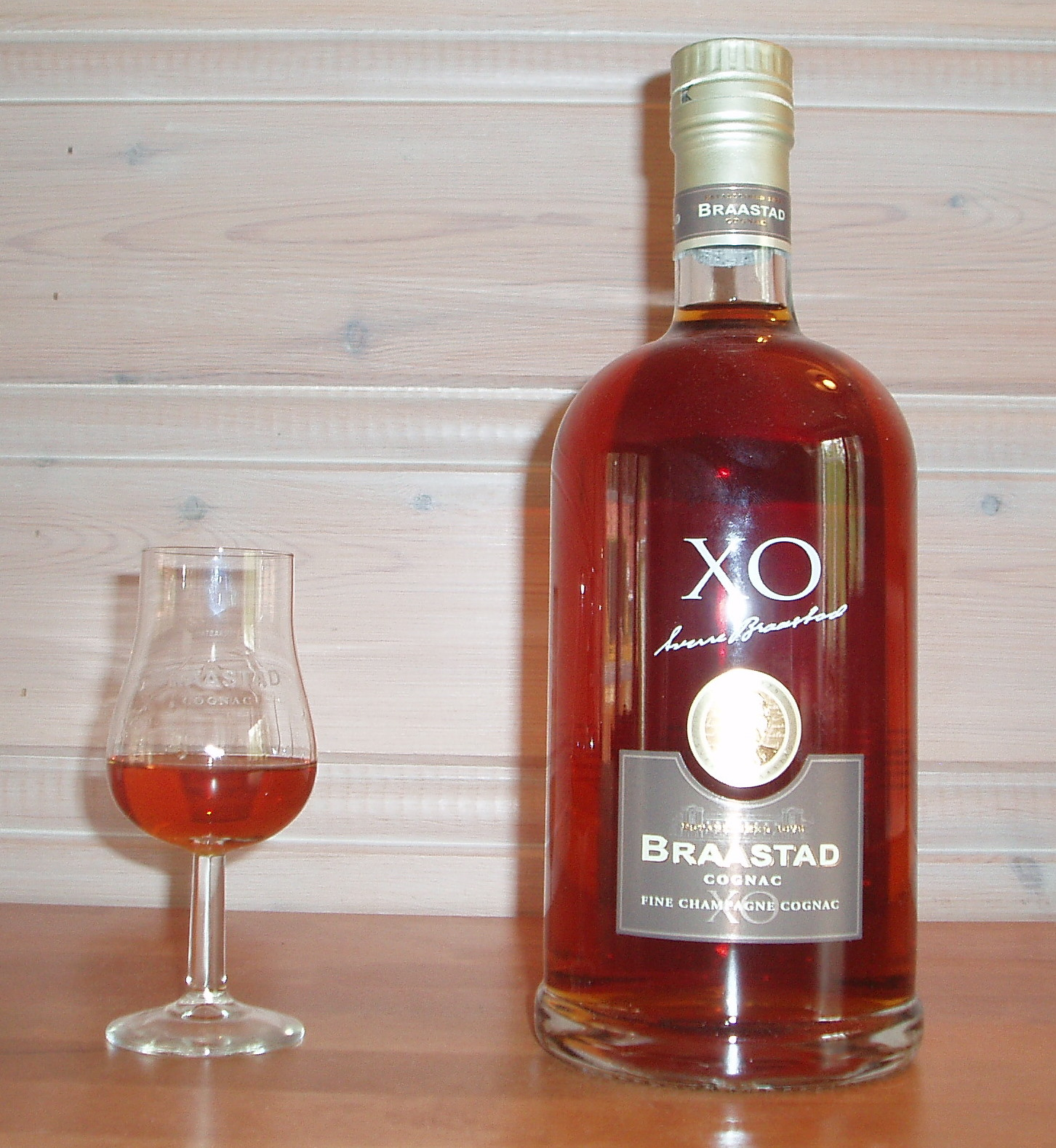
یک شیشه کنیاک مارک براستاد به ارزشگذاری بسیار کهنه و یک لیوان لاله‌شکل کنیاک‌خوری.

کنیاک، (به فرانسوی: Cognac) نام گونه‌ای برندی است که در شهر کنیاک در کشور فرانسه فرآوری می‌شود و به نام همین شهر هم خوانده می‌شود. این نوشیدنی الکلی می‌بایست دربرگیرنده کمتر از نود درصد از انگورهای تریبیانو، فول بلانش یا کولومبار و باقی از ده گونه انگور گزینشی باشد. با این همه بیشتر کنیاک‌ها از تریبیانو ساخته می‌شوند. آنگاه شراب حاصل را دو بار در دیگهای مسی ویژه‌ای تقطیر می‌کنند و آنگاه سه و نیم تا چهار سال در خمره‌هایی از چوب بلوط فرانسوی نگهداری می‌کنند. به نوشیدنی‌ای که از این راه به دست می‌آید کنیاک می‌گویند.
یک نوشیدنی که با کنیاک در پیوند است در نقطه‌ای دیگر فرآوری می‌شود و آرمانیاک نام دارد.

## ارزشگذاری

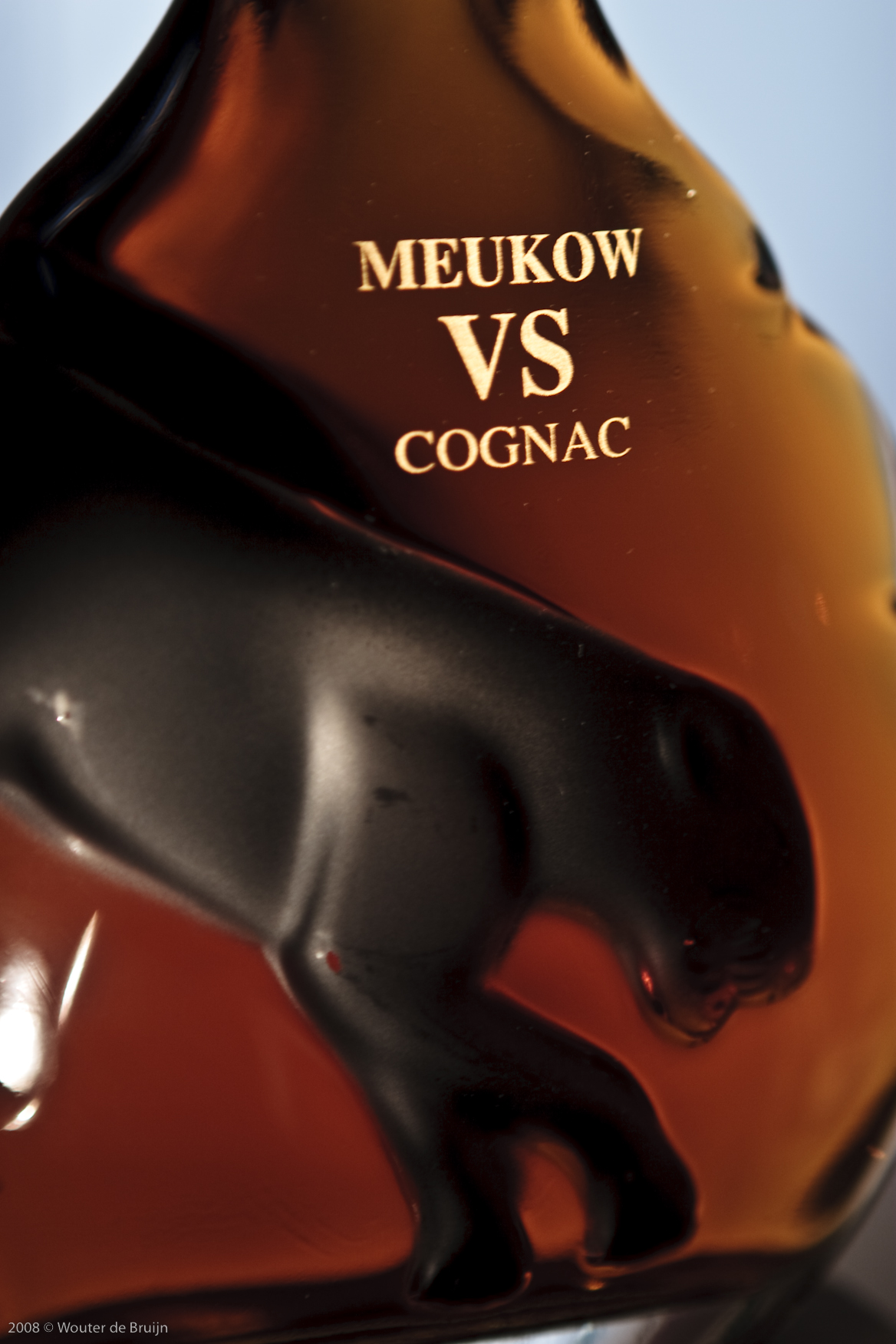
کنیاک VS

- V.S :کوتاه شده (Very Special) بس ویژه؛ یا سه ستاره✯✯✯؛ برندی ایست که کمتر از ۳ سال درون بشکه نگهداری شود.
- .V.S.O.P :کوتاه شده ‎(Very Superior Old Pale) کهنه رنگ‌پریده بسیار برتر‏ یا انبارشده؛ برندی ایست که کمتر از ۴ سال نگهداری شود.
- XO :کوتاه شده (Extra Old) بسیار کهنه؛ شناخته شده به ناپلئون یا کهنه؛ برندی‌ ایست که تا ۶ سال در بشکه نگهداری شود.

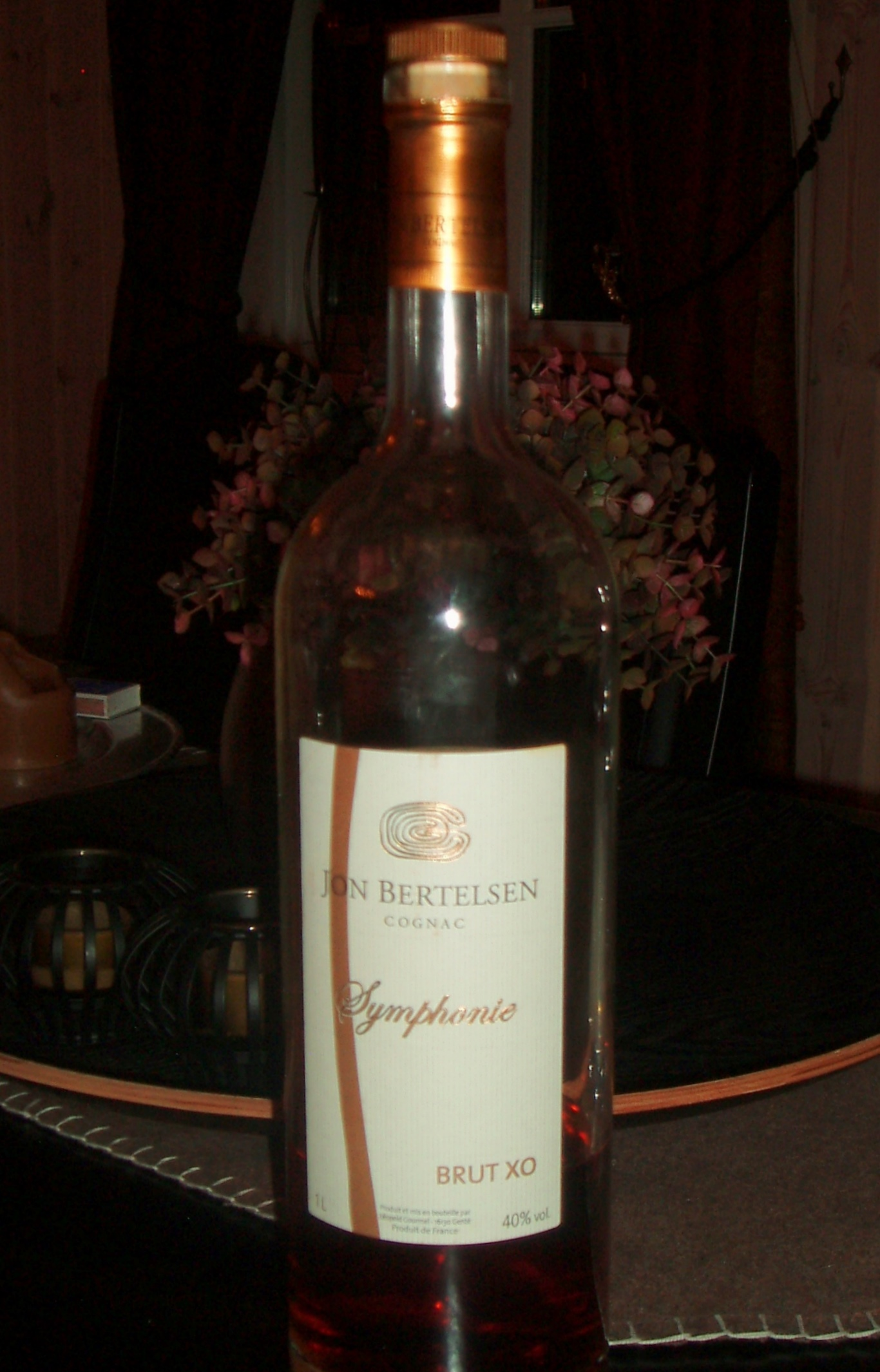
کنیاک XO

- XXO :کوتاه شده (Extra Extra Old) بسیار بسیار کهنه؛ برندی‌ ایست که دست‌کم ۱۴ سال در بشکه نگهداری شود.

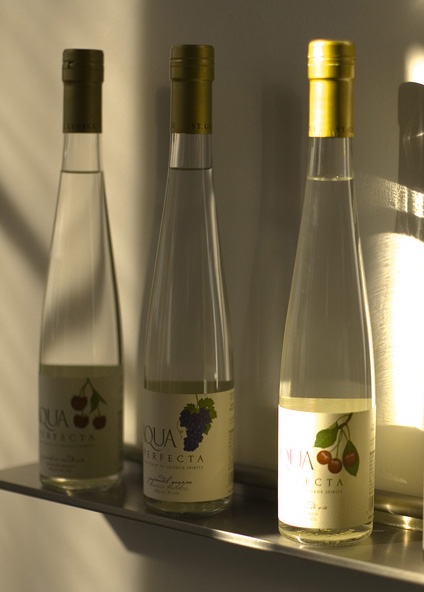
او دی وی - برندی دو برابر تقطیر شده است

کنیاک نوع برندی است و پس از تقطیر و در طول فرآیند سالخورده، همچنین اسم «او دو وی» می‌گیرد . این نوشیدنی با تقطیر دوباره ای شراب. این شراب از انگورهای رشد یافته که در هر یک از مناطق کشت خاص تهیه شده، تولید می‌شود.

###### انگور ها -
شراب سفیدی که در تهیه کنیاک استفاده می‌شود بسیار خشک، اسیدی. اگرچه از آن به عنوان "تقریباً غیرقابل نوشیدن" یاد شده است، برای تقطیر و پیر شدن عالی است. این شراب فقط می‌تواند از فهرست دقیقی از انواع انگور تهیه شود. برای اینکه به عنوان یک کنیاک کرو واقعی در نظر گرفته شود، شراب سفید باید حداقل از ۹۰٪ اونی بلان (که در ایتالیا به عنوان تربیانو شناخته می‌شود)، فول بلانش و کلمبارد تهیه شود، در حالی که تا ۱۰٪ از انگورهای مورد استفاده می‌تواند فولینیان، ژورانسون بلان، مسلیه سن-فرانسوا (که همچنین معلم به اسم بلان رامه نامیده می‌شود)، سلکت، مونتیلس، یا سمیون باشد.
کنیاک‌هایی که قرار نیست نام "کرو" داشته باشن، در انواع انگور مجاز آزادتر هستند و حداقل به ۹۰٪ کلمبارد، فول بلانش، ژورانسون بلان، مسلیه سن-فرانسوا، مونتیلس، سمیون، یا اونی بلان نیاز دارند و تا ۱۰٪ می‌تواند فولینیان یا سلکت باشد.

###### تخمیر و تقطیر -
پس از فشر اند انگورها، آب میوه به مدت ۲-۳ هفته برای تخمیر میمونه، در حالی این فرواند مخمرهای وحشی تبدیل شکار میوه ها را به الکل. نه شکر و نه گوگرد نباید اضافه شود. [۱۰] در این مرحله، شراب حاصل حدود ۷ تا ۸ درصد الکل دارد.

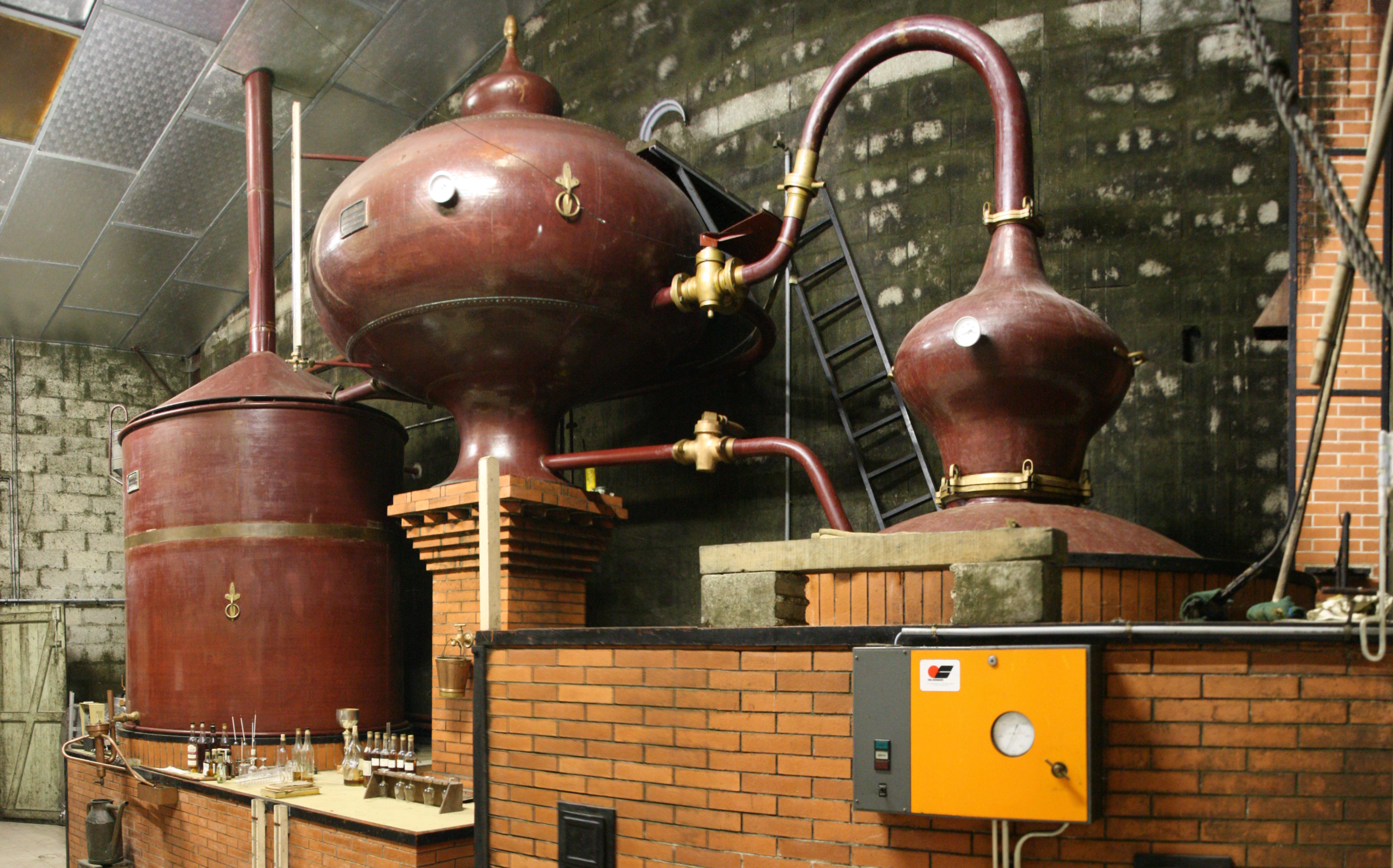
دیگ کنیاک آلمبیک از مس

تقطیر در دستگاه‌های تقطیر مسی شارنته با شکل سنتی انجام می‌شود که طراحی و ابعاد آن نیز از نظر قانونی کنترل می‌شود. دو بار تقطیر باید انجام شود؛ نتیجه آن، یک روح بی‌رنگ با حدود ۷۰ درصد الکل است. شکار و گوگرد هم نباید اضافه باشد به خاطز که تو اون مورع، شراب که در میاد فقط به ۷-۸٪ الکل است. بعد از تقطیر دوم، کنیاک که در میاد با ۷۰٪ الکل.

## کنیاک در ایران
اطلاق واژه کنیاک به یک نوشیدنی الکلی فقط زمانی امکان پذیر است که تحت شرایط خاص و در محل خاص در فرانسه تولید شده باشد.
در ایران از آلبالو که میزان شکر زیادی ندارد (برای جبران این کمبود احتمالا از شکر سفید استفاده می‌شود.) برای تولید نوشیدنی الکلی استفاده می‌شود ولی نمی‌توان آن را کنیاک نامید و بهترین جایگزین آن برندی آلبالو است.
نزدیک به ۲۰۰ تولیدکننده کنیاک وجود دارد. طبق یک تخمین در سال ۲۰۰۸، درصد بزرگی از کنیاک—بیش از ۹۰٪ برای بازار آمریکا - فقط از چهار تولیدکننده می‌آید -
1. کورووازیه (متعلق به گروه کامپاری)
2. هنسی (LVMH)
3. مارتل (پرنو ریکارد)
4. رمی مارتین (رمی کوانترو).[۲][۷]

##### برندهای دیگری که معیارهای AOC برای کنیاک را برآورده می‌کنند -
- گابریلسن/دوپوی
- برااستاد
- کاموس
- لا فونتن دو لا پویاد
- شاتو فونپینو،[۷]
- دلامین
- پیر فران[۲]
- فراپن
- گوتیه
- هاین،[۷]
- مارسل رانیو [۲]
- مونط
- مویط
- اوتارد
- موکو
- کنیاک کروازه.

در سال ۲۰۱۷، توافق نامه‌ای بین اتحادیه اروپا و ارمنستان امضا شد که بر اساس آن تولیدکنندگان ارمنی از سال ۲۰۴۳ استفاده از نام جغرافیایی محافظت‌شده "کنیاک" را ترک خواهند کرد. استفاده از نام "کنیاک" برای بازار داخلی ارمنستان از سال ۲۰۳۲ ممنوع خواهد شد.